# Oefte (Adelsgeschlecht)

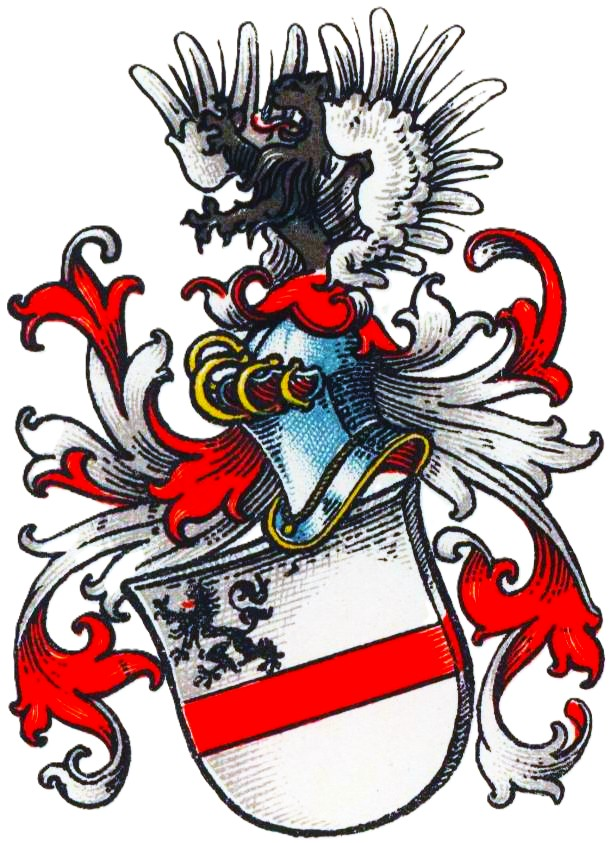
Wappen derer von Oefte im Wappenbuch des Westfälischen Adels

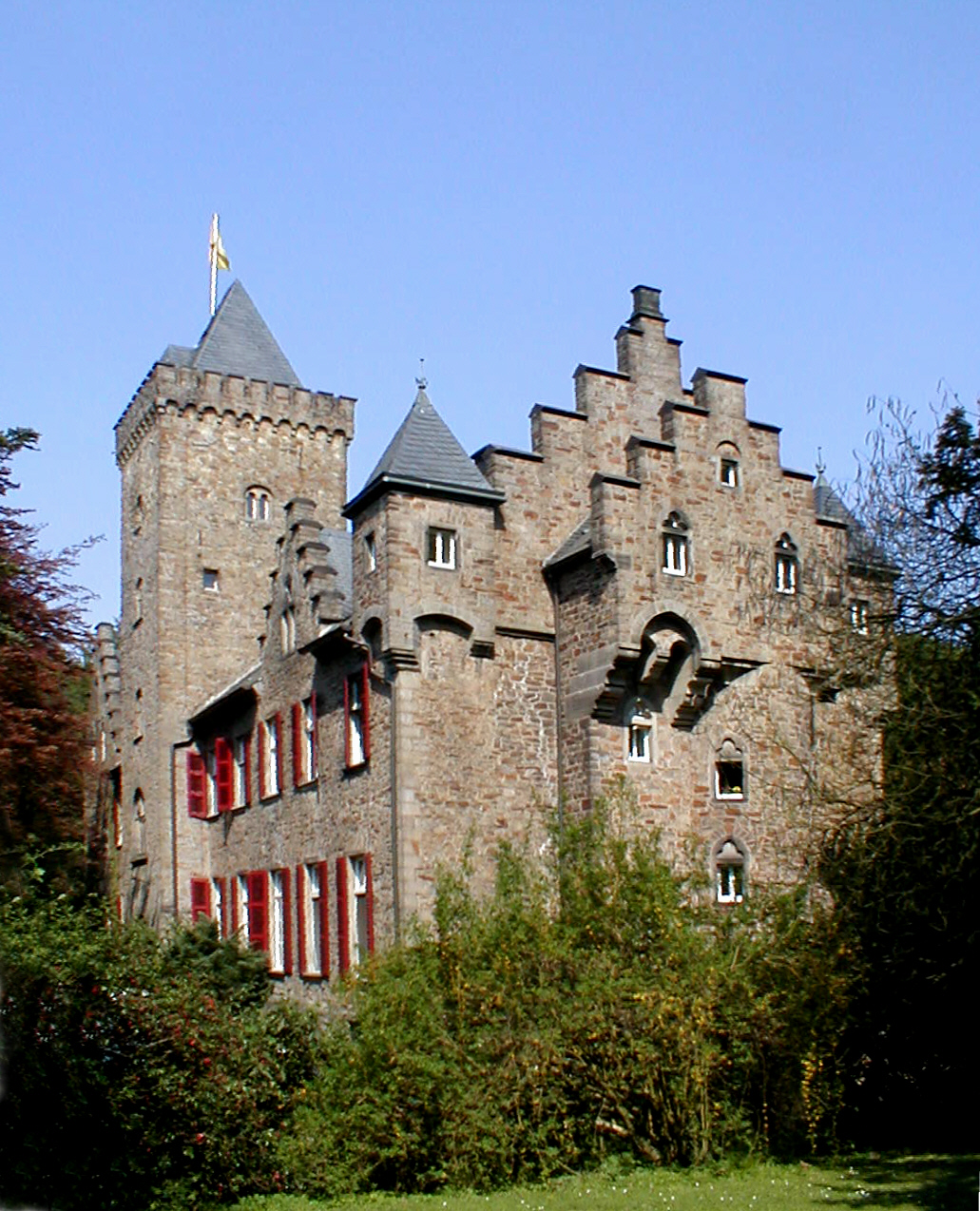
Schloss Oefte, 2007

Oefte (auch Oeffte, Oevete, Ovethe o. ä.) ist der Name eines erloschenen rheinländisch-westfälischen Adelsgeschlechts.

## Geschichte
Das Geschlecht stammt von dem namensgebenden Stammsitz Haus Oefte im heutigen Essen-Kettwig, den sie bereits 1270 und noch 1377 innehatten. Ferner besaßen sie Cumpe (urkundlich 1291), den Fronhof in Solingen (1358), Gahlen (1471), Haus Hertefeld (1471), Kettwig (1393) und Haus Wittringen (1438–1564).
1278 war Ritter Henrich von Oevete Truchsess des Grafen Eberhard I. von der Mark. Ein späterer Henrich von Oefte war 1368 im Gefolge des Grafen Adolf III. von der Mark, als dieser sich huldigen ließ. Sein Bruder Engelbert von Oefte und Walter von dem Vorst hatten 1376 eine lange Fehde mit dem Erzbistum und Erzbischof von Köln. Alle drei nahmen 1376 Deutz ein, brannten es größtenteils nieder und entführten den Körper des Hl. Heribert nach Siegburg, von wo er erst 1387 wieder zurückgegeben wurde. 1381 erscheinen Henrich und Everhard von Oefte als klevische Ritter und Mitglieder der Geckengesellschaft. Zuvor waren sie 1378 mit dem Grafen Dietrich von der Mark bei der Belagerung von Dortmund dabei. 1428 erscheint ein Johann von Oevete genannt Klopnagel.
1438 wurde Ernst von Oefte, ein Schwiegersohn Heinrichs von Wittringen, durch Herzog Adolf von Kleve mit einer Hälfte von Wittringen belehnt. Die andere Hälfte ging an Heinrichs Bruder Roseyr, der seinen Anteil 1447 an Dietrich von Westrem veräußertes. Dietrichs Enkel Rutger verkaufte später wiederum an Konstantin von Oefte, der damit alleiniger Besitzer von Wittringen wurde, weil er auch schon die andere Hälfte besaß. Die Burg blieb jedoch nur kurze Zeit im Familienbesitz, denn 1540 schenkte sie Dirk von Oefte dem Ritter Jakob von der Capellen anlässlich dessen Verlobung mit Dirks Tochter. 
Laut Max von Spießen starb die Familie um 1622 aus.

## Wappen
Blasonierung: In Silber ein roter Balken, im rechten Obereck ein schwarzer rechtsspringender Löwe. Auf dem Helm mit rot-silbernen Helmdecken der Löwe wachsend zwischen einem geschlossenen silbernen Flug.